# Усадьба Якова Михайловича Поздеева
Усадьба Якова Михайловича Поздеева — комплекс жилых и административных зданий по адресу Торговая площадь, дом 14 в Устюжне, Вологодская область, Россия. Памятник архитектуры — объект культурного наследия России федерального значения.
Усадьба была построена одним из богатейших и влиятельнейших устюжан — Яковом Михайловичем Поздеевым, и до революции была важным общественным центром города. После 1917 года постройки были экспроприированы и использовались для размещения различных культурных учреждений. От других устюженских построек усадьбу отличает богатство оформления с обильным использованием лепнины.

## История
Двухэтажный каменный особняк с вспомогательными постройками был выстроен в 1870-х годах по заказу купца Якова Михайловича Поздеева — главы самого влиятельного семейства в уезде — по одному из образцовых планов столичной Комиссии о каменном строении. Первый этаж здания предназначался для размещения лавки и подсобных помещений, второй был жилым. Дом Поздеева был важным центром местной общественной жизни, здесь проходили собрания устюженского дворянства, здесь же останавливались различные гости, посещавшие город. Например, у Поздеева неоднократно останавливался Иоанн Кронштадтский, с которым они вели дружескую переписку.

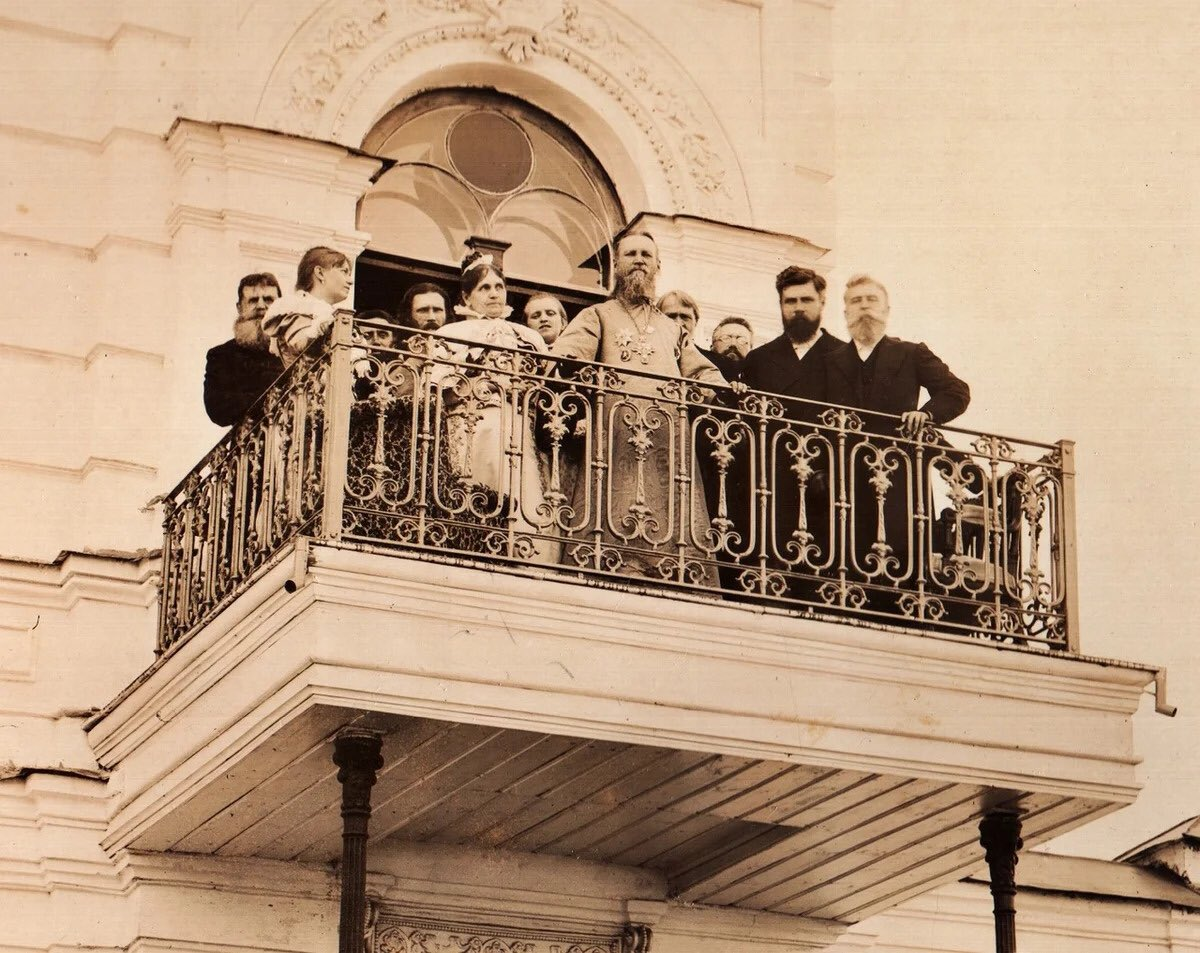
Иоанн Кронштадский читает проповедь, стоя на балконе особняка Поздеева с семьёй Якова Михайловича

В 1917 году, после революции, усадьба была экспроприирована. Всех жильцов, кроме самого Якова Михайловича, выселили. 8 ноября 1918 года в доме открыли пролетарский клуб, а 24 ноября бывший хозяин дома скончался. При клубе был основан кинотеатр «КИМ», находившийся там до ноября 1935 года, когда под его нужды передали здание Воскресенской церкви.
В 1995 году указом президента России комплекс усадьбы был признан объектом культурного наследия федерального значения и поставлен под государственную охрану, тогда же в здание въехала Устюженская центральная районная библиотека. В 1998 году на Торговой площади прошла первая ярмарка, названная Поздеевской, в честь Якова Михайловича, бывшего одним из организаторов ярмарок в Устюжне. Тогда же на доме Поздеева была установлена мемориальная доска, посвящённая Якову Михайловичу. На 2022 год в здании действует библиотека имени Батюшковых, бывшая конюшня используется в коммерческих целях.

## Описание
Усадьба Поздеева находится в восточной части Торговой площади и имеет адрес Торговая площадь, дом 14, её открывает ансамбль со стороны моста через реку Ворожу и состоит из двух зданий: главного дома и конюшни. Главный дом выходит фасадом собственно на Торговую площадь, а конюшня — на Мельничный переулок. Двор обнесён каменной оградой, которая оформлена нишами и филёнчатыми лопатками. Дом богато украшен: помимо рустованных фасадов, наличники и карнизы выделены тонкой художественной лепниной, а аттики и эркер на консолях соединены парапетом из чугунной решётки тонкого литья. Интерьеры главного дома также богато украшены лепниной.